# Bernard František z Věžník
Bernard František Ignác hrabě Věžník z Věžník (též německy jako Bernhard Franz Ignatius Graf von Wischnik, 1647 nebo 1651 – 12. září 1714, Praha) byl český šlechtic (svobodný pán, později hrabě) ze starého rodu Věžníků z Věžník. Zastával úřady v zemské správě Českého království a v roce 1694 byl povýšen na hraběte. Vlastnil statky v různých částech Čech, jeho zásluhou dosáhly rozkvětu Nové Dvory na Kutnohorsku, kde měl své hlavní sídlo. Z jeho početného potomstva vynikl syn František Xaver Věžník (1711–1789), který jako právník a vysoký zemský úředník patřil k významným osobnostem vlády Marie Terezie a Josefa II.

## Životopis

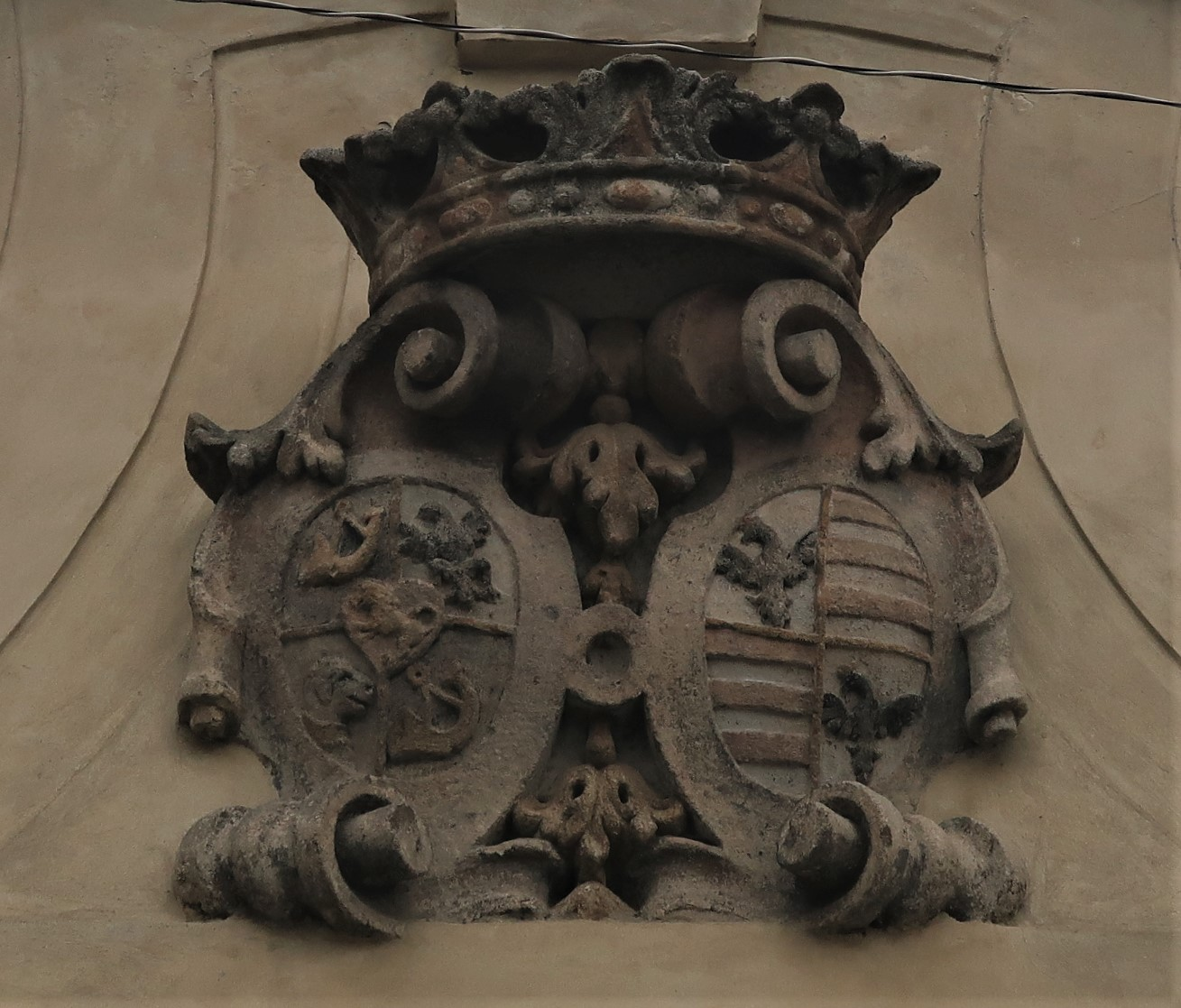
Erb Bernarda Františka Věžníka a jeho druhé manželky Barbory Elišky Švihovské z Rýzmberka v Nových Dvorech

Pocházel ze starého českého šlechtického rodu Věžníků z Věžník povýšeného v roce 1658 do panského stavu. Narodil se jako jediný syn císařského rady a hejtmana Čáslavského kraje Václava Rudolfa Věžníka (†1666) a jeho druhé manželky Anny Marie, rozené Mitrovské z Nemyšle. Po studiích absolvoval kavalírskou cestu po Evropě, v roce 1671 dosáhl zletilosti a převzal otcovské dědictví na Kutnohorsku a Vysočině. V roce 1676 byl jmenován přísedícím dvorského a komorního soudu, později získal hodnost císařského komorníka. Byl historicky nejdéle sloužícím hejtmanem Čáslavského kraje, tento úřad zastával přes třicet let (1680–1711). Hned v roce 1680 vynikl energickým postupem proti poddanským vzpourám, v roce 1683 organizoval průchod armády směřující k obraně Vídně před Turky. Za zásluhy své a svého nejstaršího syna Jiřího Markvarta padlého v bojích proti Turkům byl v roce 1694 povýšen na hraběte. Správu Čáslavského kraje řídil ze svého nově postaveného zámku v Nových Dvorech u Kutné Hory. V roce 1702 navštívil Nové Dvory arcivévoda a pozdější císař Josef I., který se zde zúčastnil honu na jeleny. Při té příležitosti byla Věžníkům platnost hraběcího titulu rozšířena pro celou Svatou říši, od té doby se tedy Bernard František a jeho potomci mohli psát jako říšská hrabata.
Byl donátorem 19. kaple poutní Svaté cesty z Prahy do Staré Boleslavi, založené jezuity roku 1674. Mimo jiné užíval také dědičný titul místolovčího Českého království uděleného Věžníkům v roce 1655. Jeho jméno nese obec Bernardov založená koncem 17. století na panství Nové Dvory.
Hrabě Bernard František Věžník zemřel 12. září 1714 v Praze ve věku 63 let. Pohřben byl v kostele sv. Anny v Nových Dvorech, schránka se srdcem byla uložena v kostele sv. Vavřince v Církvici.

## Majetkové poměry
Po otci zdědil Bernard František panství Třebešice a Zdechovice s dalšími připojenými statky (Zbyslav, Modletín). Dalším majetkem byla Vrbice na Vysočině. Dnes malá vesnice byla tehdy centrem panství s jedním městečkem a patnácti vesnicemi. Bernard František sídlil původně na tvrzi v Třebešicích, části rodového dědictví postupně prodával (Vrbice, 1674; Modletín, 1689), mezitím v roce 1679 koupil panství Nové Dvory, které se staly jeho hlavním sídlem.

### Nové Dvory

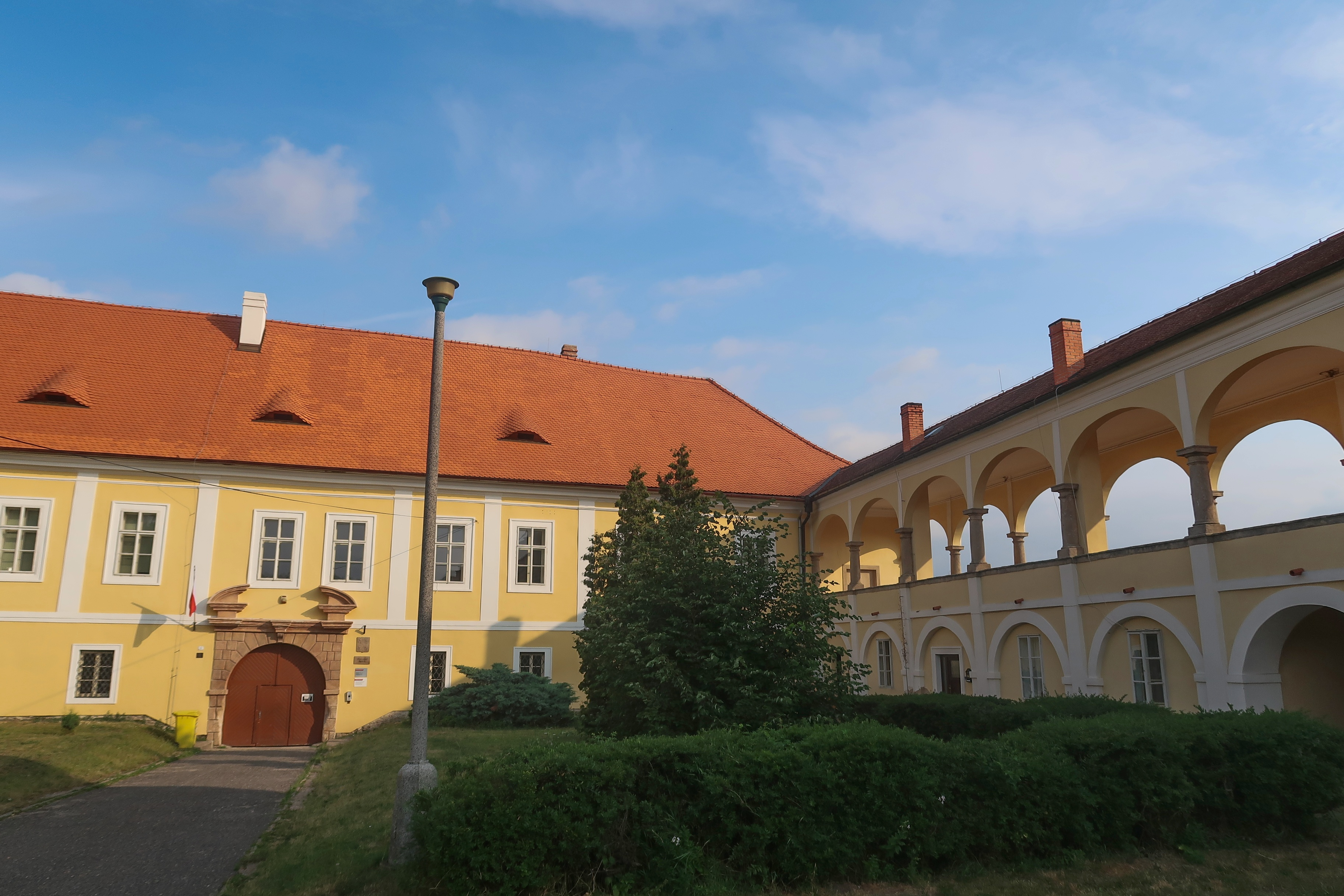
Zámek Nové Dvory s arkádovou chodbou

Panství Nové Dvory na Kutnohorsku bylo největším majetkem ve vlastnictví Bernarda Františka Věžníka a jeho éra patří k významným kapitolám v dějinách města. Panství zdevastované třicetiletou válkou koupil v roce 1679 od Jana Kašpara Montaniho za 125 000 zlatých. Jako cílevědomý a energický hospodář hned přistoupil k obnově velkostatku, kácením lesů vznikala úrodná pole, opravoval hospodářské dvory a zvyšoval počet chovaného dobytka. Později přikupoval další sousední statky (Radvančice 1705, Hetlín, 1709), získal také pozemky v Církvici. Ambicí Bernarda Františka bylo vytvořit z Nových Dvorů aristokratickou rezidenci a v letech 1679–1686 na ruinách starého zámku vznikl nový barokní zámek spojený později arkádovou chodbou s kostelem sv. Martina (1696). V návaznosti na výstavbu rozlehlého zámku s dvěma nádvořími věnoval Bernard Věžník svou pozornost i jeho bezprostřednímu okolí. Severovýchodně od zámku byla založena zahrada francouzského typu s vodotrysky a skleníky, součástí parku byl také rybník s letohrádkem. V roce 1701 byly Nové Dvory povýšeny na městečko (součástí městského znaku je dodnes psí hlava z erbu Věžníků), téhož roku byl na náklady Bernarda Františka Věžníka postaven mariánský sloup a Kutnohorská brána. Spolu se svou druhou manželkou Barborou Eliškou Švihovskou z Rýzmberka nechal postavit kostel sv. Anny jako základ pozdějšího dominikánského kláštera. Panství Nové Dvory zdědil v roce 1714 nejstarší syn z druhého manželství Romedius Jan, po jeho předčasném úmrtí v roce 1720 převzala majetek matka, která celé panství prodala v roce 1722 Pachtům z Rájova.

### Další statky Bernarda Františka Věžníka

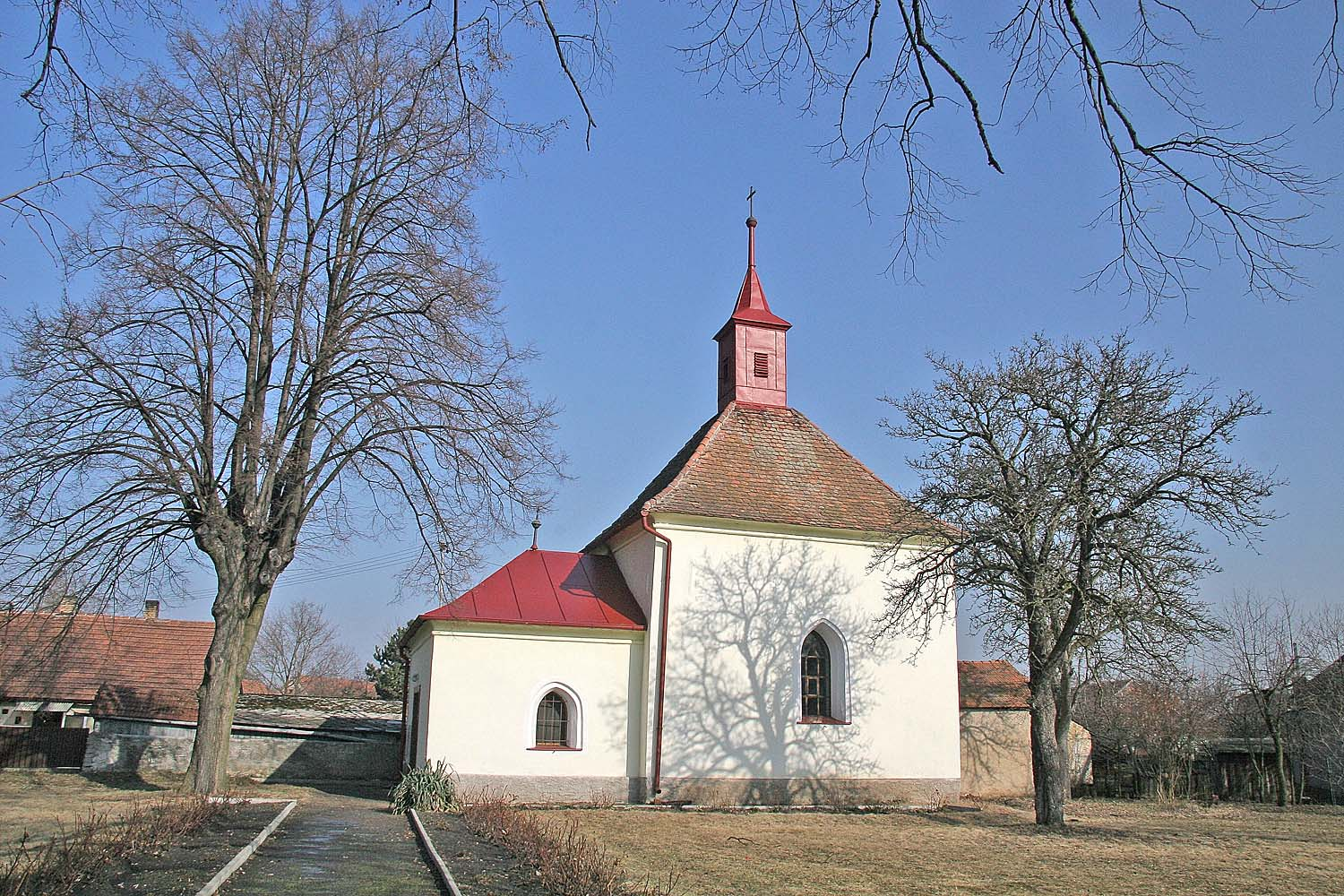
Kostel Svatého Mikuláše na návsi v obci Svatý Mikuláš

Během třicetileté války byla v roce 1639 obec Svatý Mikuláš na Kutnohorsku vypálena Švédy. Škody utrpěl i tamní kostel svatého Mikuláše. Ten byl v roce 1655, když hrabě Bernard František z Věžník koupil novodvorské panství, přifařen jako filiální k církvické farnosti. Na své náklady nechal kostel v roce 1680 důkladně opravit.
V roce 1698 koupil Bernard Věžník panství Nihošovice s tvrzí, dvorem a pivovarem. Půdorys nihošovického zámku vznikl nejspíše už během renesanční přestavby, ale dochovaná podoba budovy je až výsledkem rozšíření let 1670–1675. Po Albertu Chřepickém statek v roce 1696 převzal syn Jan Ferdinand Chřepický, který je o dva roky později prodal Bernardu Věžníkovi z Věžník. Posledním majitelem se stala svatovítská kapitula, jejíž správa Nihošovice připojila k Volyni. Když Jan Ferdinand Chřepický z Modliškovic v roce 1698 Bernardu Věžníkovi z Věžník prodával také ves Němětice, stávala na neznámém místě tvrz.
Nedaleko od Kutné Hory koupil v roce 1689 panství Vlastějovice, k němuž připojil některé již dříve získané statky (Nesměřice). Ve Vlastějovicích nechal postavit barokní zámek, z nějž se dodnes dochovala jen kaple sv. Maří Magdaleny. Po Bernardu Františkovi vlastnila panství s 18 vesnicemi vdova Barbora Eliška Švihovská z Rýzmberka, která je v roce 1716 prodala Trautsonům.

## Rodina

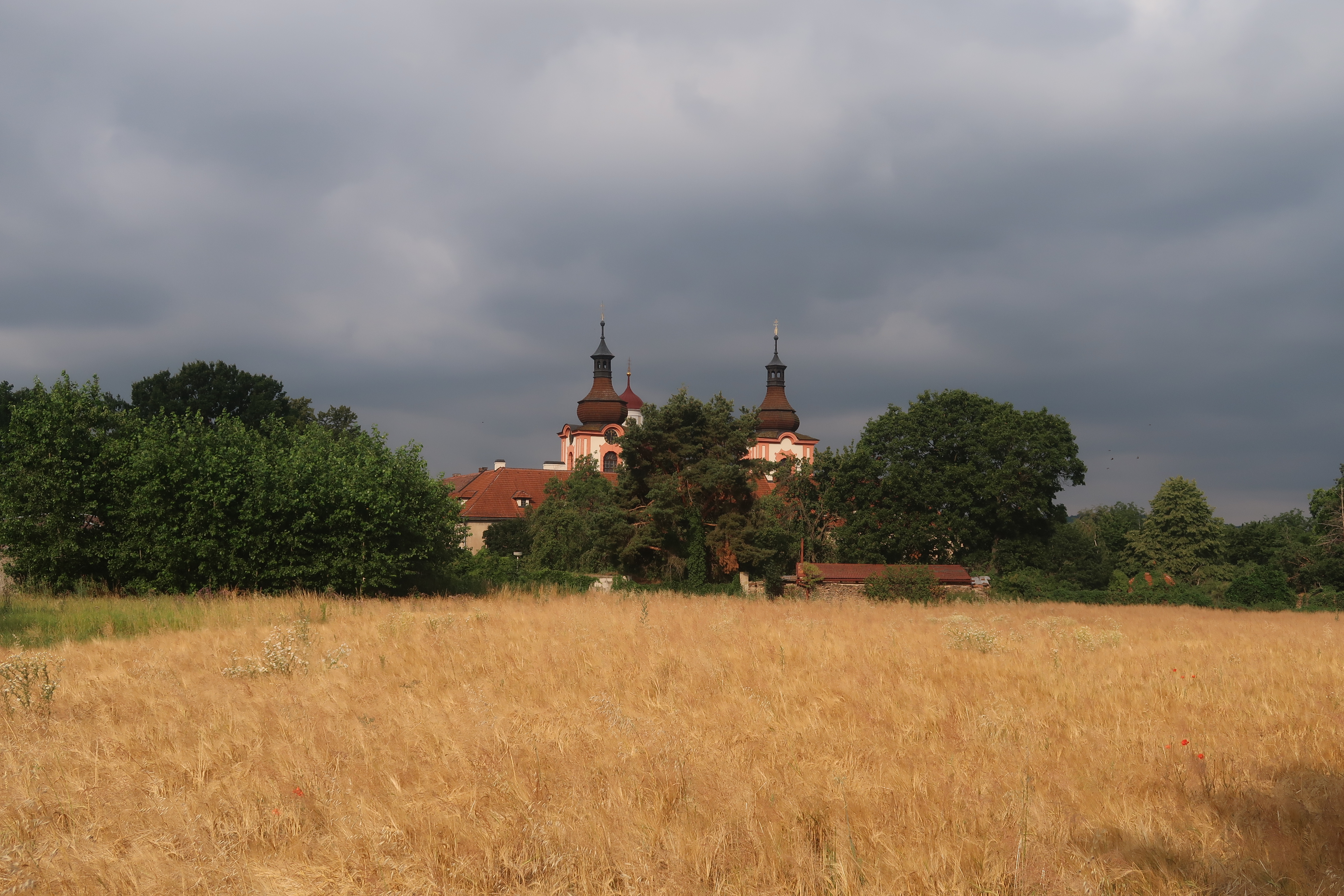
Klášterní kostel sv. Anny v Nových Dvorech, pohřebiště Bernarda Františka Věžníka z Věžník

Bernard František z Věžník byl dvakrát ženatý. Poprvé se v roce 1671 oženil s hraběnkou Terezií Arco (1648–1692), po ovdovění se jeho druhou manželkou stala Barbora Eliška Švihovská z Rýzmberka (†1752). Z obou manželství měl celkem patnáct dětí, mezi nejstarším a nejmladším synem byl věkový rozdíl čtyřicet let. Bernardova druhá manželka Barbora Eliška převzala od manžela Vlastějovice, které prodala v roce 1716. Krátce vlastnila Zbraslavice (1712–1718) a v letech 1717–1721 byla majitelkou Soutic. Na tomto panství založila vesnice pojmenované po ní Rýzmburk a Švihov. Po dnes již zaniklé obci Švihov nese název vodní nádrž Švihov známá též pod názvem Želivka.
Potomstvo:
- 1. Jiří Markvart (1672–1693), majitel panství Běstvina, padl při obléhání Bělehradu
- 2. Marie Kateřina (1674–1725), manžel 1693 Raimund Erdmann svobodný pán Stillfried z Ratenic (1672–1720), majitel panství Neurode v Kladsku
- 3. Leopold Ignác (1675–1730), majitel panství Zdechovice, Ledeč nad Sázavou, Bohdaneč
- 4. Romedius Jan (1695–1720), majitel panství Nové Dvory (po něm dědí matka)
- 5. Josef Jaroslav (1696–1740), majitel panství Košetice (okres Pelhřimov), Ronov nad Doubravou, hejtman Čáslavského kraje
- 6. Marie Anna (1698–1738), manžel Jan Josef hrabě Špork (1693–1749), majitel panství Heřmanův Městec, hejtman Chrudimského kraje, přísedící dvorského a komorního soudu
- 7. Konstancie Marie (1699–1748), manžel Václav Jan svobodný pán Bechyně z Lažan (1680–1729), majitel panství Rozsochatec, hejtman Čáslavského kraje
- 8. Jan Ignác, majitel panství Lobeč, Mšeno, hejtman Boleslavského kraje
- 9. Marie Františka (†1769), manžel Josef Vilibald Schaffgotsch (1706–1772), majitel panství Horní Maršov, Lázně Bělohrad, rada apelačního soudu
- 10. František Xaver (1711–1789), majitel panství Obříství, Bukovany, Velké Všelisy, prezident apelačního soudu 1762–1783, nejvyšší hofmistr Českého království 1783–1789
- 11. Jáchym Matěj (1712–1743), rytíř Maltézského řádu, zemřel na Maltě